# Naranja persa (álbum)
Naranja persa es el tercer álbum de estudio de Andrés Ciro Martínez y su grupo Los Persas, y el primero doble. El álbum fue editado en dos partes, el disco 1 fue lanzado el 27 de septiembre de 2016 y consta de diez canciones, ocho de ellas son suyas, más una versión de «Little Red Rooster» de Willie Dixon (anteriormente también grabada por The Rolling Stones, Pappo y Los Piojos) y una canción instrumental adicional.

## Descripción
El primer disco fue presentado el 14 de octubre en la ciudad de Tandil, y su presentación oficial en Buenos Aires fue el 19 de noviembre en el estadio de Vélez ante más de 42 mil personas. A una semana de su lanzamiento fue disco de oro y luego disco de platino. El disco 2 que estaba programado para 2017, fue lanzado el 14 de abril de 2018, que también fue disco de platino y consta de doce canciones nuevas. El segundo disco fue presentado el 21 de abril en el Hipódromo del Parque Independencia de Rosario, y en Buenos Aires, la presentación de esta segunda parte fue el 15 de diciembre en el estadio de River ante más de 55 mil personas. Los dos discos recibieron buenas críticas y fueron producidos por Andrés Ciro Martínez y Juanchi Baleirón, actual líder de Los Pericos. Su gira llevó el nombre de Naranja Persa Tour.

## Lista de canciones

### Disco 1 (2016)
| N.º   | Título                             | Letras                                                         | Música                                                         | Duración |  |
| 1.    | «Amor prohibido»                   | Andrés Ciro Martínez                                           | Andrés Ciro Martínez · Broder Bastos                           | 4:22     |  |
| 2.    | «Luz»                              | Andrés Ciro Martínez · Carolina de la Presa · Manuela Martínez | Andrés Ciro Martínez · Carolina de la Presa · Manuela Martínez | 4:28     |  |
| 3.    | «Juira!»                           | Andrés Ciro Martínez                                           | Andrés Ciro Martínez                                           | 4:38     |  |
| 4.    | «La rosa»                          | Andrés Ciro Martínez · Carolina de la Presa                    | Andrés Ciro Martínez · Carolina de la Presa                    | 4:40     |  |
| 5.    | «Atún»                             | Andrés Ciro Martínez                                           | Andrés Ciro Martínez · Rodrigo Pérez                           | 4:24     |  |
| 6.    | «Similar»                          | Andrés Ciro Martínez                                           | Andrés Ciro Martínez                                           | 3:17     |  |
| 7.    | «Hoy te vas»                       | Andrés Ciro Martínez                                           | Andrés Ciro Martínez                                           | 6:04     |  |
| 8.    | «5 bestias»                        | Andrés Ciro Martínez                                           | Andrés Ciro Martínez                                           | 4:26     |  |
| 9.    | «Little Red Rooster» (Bonus track) | Willie Dixon                                                   | Willie Dixon                                                   | 4:53     |  |
| 10.   | «Multifruta» (Canción oculta)      | Instrumental                                                   | Andrés Ciro Martínez                                           | 8:33     |  |
| 49:50 |                                    |                                                                |                                                                |          |  |

### Disco 2 (2018)
Todas las letras escritas por Andrés Ciro Martínez.
| N.º   | Título                       | Música                                                    | Duración |  |
| 1.    | «Prometeo»                   | Andrés Ciro Martínez                                      | 4:38     |  |
| 2.    | «Dale Darling»               | Andrés Ciro Martínez                                      | 5:04     |  |
| 3.    | «Dice»                       | Andrés Ciro Martínez                                      | 4:43     |  |
| 4.    | «Plan»                       | Andrés Ciro Martínez · Juan Gigena Ábalos                 | 4:23     |  |
| 5.    | «Simple» (con Juanse)        | Andrés Ciro Martínez · Juan Gigena Ábalos · Rodrigo Pérez | 4:14     |  |
| 6.    | «Estela»                     | Andrés Ciro Martínez · Nicolás Raffetta                   | 4:06     |  |
| 7.    | «Nena»                       | Andrés Ciro Martínez · Nicolás Raffetta                   | 4:08     |  |
| 8.    | «Un hombre más»              | Andrés Ciro Martínez · Nicolás Raffetta                   | 5:01     |  |
| 9.    | «Dulce»                      | Andrés Ciro Martínez · Broder Bastos                      | 4:12     |  |
| 10.   | «Por cel» (con Julieta Rada) | Andrés Ciro Martínez · Nicolás Raffetta                   | 4:52     |  |
| 11.   | «Todos igual»                | Ciro y los Persas                                         | 5:21     |  |
| 12.   | «Toaster (Give Me Back My)»  | Andrés Ciro Martínez                                      | 4:02     |  |
| 54:48 |                              |                                                           |          |  |

## Músicos
Ciro y los Persas
- Andrés Ciro Martínez – Voz, armónica, guitarra, percusión y coros.
- Joao Marcos Cezar «Broder» Bastos – Bajo y coros.
- Juan Manuel Gigena Ábalos – Guitarra y coros.
- Rodrigo Pérez – Guitarra y coros.
- Julián Isod – Batería y coros.
- Nicolás Raffetta – Teclados.

Invitados
- Juanse – Guitarra en «Simple».
- Julieta Rada – Voz en «Por cel».
- Juanchi Baleiron – Productor.

## Videos musicales
| Año  | Videoclip                 |
| ---- | ------------------------- |
| 2016 | Similar                   |
| 2016 | Luz                       |
| 2017 | Juira!                    |
| 2017 | Toaster (Give Me Back My) |
| 2018 | Prometeo                  |
| 2018 | Dice                      |
| 2018 | Dale Darling              |
| 2019 | Por cel                   |

## Premios y nominaciones
| Año                 | Categoría                             | Trabajo         | Resultado |
| ------------------- | ------------------------------------- | --------------- | --------- |
| Premios Gardel 2017 | Álbum del año                         | Naranja persa   | Nominado  |
| Premios Gardel 2017 | Mejor álbum artista masculino de rock | Naranja persa   | Nominado  |
| Premios Quiero 2017 | Mejor video en vivo                   | «Luz»           | Nominado  |
| Premios Quiero 2018 | Mejor video rock                      | «Prometeo»      | Nominado  |
| Premios Gardel 2019 | Mejor álbum artista masculino de rock | Naranja persa 2 | Nominado  |
| Premios Quiero 2019 | Mejor video rock                      | «Dice»          | Nominado  |

## Curiosidades
- La canción «Juira!» del disco 1 fue estrenado en un recital del grupo en el estadio Luna Park el 12 de diciembre de 2015.
- La canción «Similar» del disco 1 está editado en su nueva versión 2016, ya que la primera versión del año 2010 quedó fuera del primer disco.
- La canción «Hoy te vas» del disco 1 está basado en la decisión de la hija actriz de Ciro, Katja Martínez en irse a vivir sola.
- El disco 1 también tiene una pista adicional que no aparece en la lista de canciones llamada «Multifruta», que mezcla fragmentos de los primeros 8 canciones, aunque sin la voz de Andrés Ciro.
- La canción «Dice» del disco 2 es una nueva versión de esta canción que había quedado fuera del segundo disco.
- La canción «Toaster (Give Me Back My)» del disco 2 está basado en un robo que sufrió Andrés Ciro Martínez en su casa, donde se llevaron hasta su tostadora.

## Posicionamiento en listas
| Listas (2016)     | Mejor posición |
| ----------------- | -------------- |
| Argentina (CAPIF) | 1              |